# 松里ともか
松里 ともか（まつり ともか、1980年3月8日 - ）は日本のモデル、タレント。旧芸名は松梨知果（読み同じ）。

## 来歴・人物
1980年（昭和55年）、東京都生まれ。趣味は料理、ドライブ、ゴルフ、ネイルアート、香水、写真。姉が1人いる。
テレビのバラエティー番組、『ワンダフル』の「ワンギャル」（第4期）として、2001年（平成13年）10月からの1年間、同番組にレギュラー出演した。出演初期のキャッチフレーズは、「スレンダーマーメイド」であった。ワンギャル4期生のなかでは最も人気のあるメンバーのひとりとなり、同期の北川えり、竹下玲奈とともに3人で出演する写真集『selected』も発売された。
芸能事務所はスタイルコーポレーション→株式会社スーパーエージェントを経て、現在はP-PRO Entertainmentに所属している。
2008年（平成20年）9月27日、自身のブログで結婚を発表し、翌9月28日に披露宴を挙げた。同年12月21日に第一子の長男を出産し、2011年（平成23年）6月30日、第二子となる次男を出産した。

## 出演

### TV
- ANB「秘湯ロマン」 - 旅人 役
- TBS「カー・クラッシュ・クラブ」 - ゲスト出演
- TBS「ワンダフル」 - 第4期ワンダフルガールズ
- ABN「お料理対決!遊クッKING」 - クッKING隊
- BS朝日「土曜日の原宿」 - レギュラー
- SkyPerfecTV!「371ch　BU-KATSU　松梨知果の写真」
- SkyPerfecTV!「371ch　東京下町的情報番組　気分はOH!MATSURI」
- SkyPerfecTV!「371ch　アイドル学園2001」 - ゲスト出演
- テレビ東京「THE占い」
- フジテレビ「徳光和夫のニッポン遺産！～後世に伝えたい！あんな人・こんなモノ～」

### テレビドラマ
- 打姫オバカミーコ（2006年、MONDO21）- 馬杉寧香 役

### ラジオ
- LFXBBブロードバンドニッポン「CHANNEL P」
- BayFM「お台場レインボーチャンネル」

### CM
- アティ郡山
- 日本マクドナルド
- デジキューブ
- サンクス
- エステアップ
- 関西セルラー
- XTRAGRAVITY 「アティ郡山　Next　Step　ATI篇」
- 「ひろがる笑顔　ある1日篇」
- 「ファイナルファンタジーX攻略本（アルティマニア）攻略して篇」
- 「ファイナルファンタジーX　最速攻略本　女の子篇」
- 「ワンダフル松梨知果プロデュース　手作りラブラブ弁当」ポスター
- 「エステアップ」広告
- 「au　D306S」ポスター・広告
- 「Wella」
- アメニティーズ（2006年9月 - ）

## 作品

### マキシCD
ワンダフルガールズの項目を参照。
　

### ビデオ・DVD
- ON THE ROAD（2001年、ポニーキャニオン）
- COOL EYE'S/wishes（2005年、イーネット・フロンティア）DVDのみ。

### 写真集
- SELECTED ワンギャル写真集（2001年2月、ワニブックス） ISBN 4847026438
  - 松梨知果、竹下玲奈、北川えり
- P感触! - 竹下玲奈＆松梨知果写真集（2001年8月、竹内彩撮影、ワニブックス） ISBN 4847026691